# Бєлкін Віктор Володимирович
Віктор Володимирович Бєлкін (нар. 25 лютого 1973, Київ) — український футболіст, півзахисник. Майстер спорту України (1993).

## Клубна кар'єра
Бєлкін є вихованцем київського «Динамо». Вихованець А.В. Леонідова - першого тренера О. Блохіна. Незважаючи на те, що він числився в складі киян ще з 1989 року, дебютував він за клуб лише в сезоні 1992/93 років вже в період незалежної України. Однак, в складі «Динамо» Бєлкін провів лише два матчі: 17 листопада 1992 проти «Буковини» і рівно через тиждень проти «Чорноморця». Значний період часу свого перебування в «Динамо» Бєлкін провів у дублі. У 1993 році він перейшов у «Борисфен», де став гравцем основи. Проте, футболіста помітили скаути «Маккабі Тель-Авів», в чемпіонаті Ізраїлю Бєлкін провів 18 матчів і забив три голи, а також провів дві гри в єврокубках. Після закінчення сезону гравець повернувся в «ЦСКА-Борисфен», який грав уже в Вищій лізі. Після недовгого перебування в київському ЦСКА Бєлкін перейшов до «Дніпра», з яким провів два сезони і зіграв 33 матчі. Після цього повернувся до Ізраїлю, де виступав за «Бейтар Авраам» (Беєр-Шева). Кар'єру гравця Бєлкін закінчив в Ізраїлі, будучи футболістом «Маккабі (Нетанья)».

## Кар'єра в збірній
15 березня 1994 року Бєлкін провів свій перший і єдиний матч за молодіжну збірну України в рамках кваліфікації до ЧЄ-U21, суперником був Ізраїль, матч завершився безгольовою нічиєю.

## Досягнення
- Вища ліга чемпіонату України
  -  Чемпіон (1): 1993

- Кубок України
  -  Володар (1): 1993